# Southhampton Hills, Virginia
Southhampton Hills là một cộng đồng chưa hợp nhất tại Hạt Richmond, thuộc tiểu bang Virginia của Hoa Kỳ.